# Tore Bengtsson (politiker)
Gösta Tore Edvin Bengtsson (i riksdagen kallad Bengtsson i Halmstad), född 17 oktober 1911 i Snöstorps församling i Hallands län, död 20 november 1964 i Ängelholm i Kristianstads län (kyrkobokförd i Martin Luthers församling i Halmstad), var en svensk socialdemokratisk politiker.
Han satt i riksdagens andra kammare från 1949 och fram till sin död samt i landstinget från 1960 och fram till sin död. Bengtsson var bland annat aktiv i sociala och bostadspolitiska frågor. Han blev ordförande för Halmstads Fastighets AB 1948. Bengtsson motionerade även i riksdagen för ändrade poströstningsrutiner. Han omkom i flygolyckan i Ängelholm.